# Introduce Yourself
Introduce Yourself je druhé studiové album skupiny Faith No More, které vyšlo v roce 1987. Jedná se zároveň o poslední album, na kterém účinkuje zpěvák Chuck Mosley. Píseň "We Care a Lot" se vyskytla již na předchozím albu, zde se nachází její alternativní verze.

## Skladby
| Pořadí | Název              | Délka |
| ------ | ------------------ | ----- |
| 1.     | Faster Disco       | 4:16  |
| 2.     | Anne's Song        | 4:46  |
| 3.     | Introduce Yourself | 1:32  |
| 4.     | Chinese Arithmetic | 4:37  |
| 5.     | Death March        | 3:02  |
| 6.     | We Care a Lot      | 4:02  |
| 7.     | R n' R             | 3:11  |
| 8.     | The Crab Song      | 5:52  |
| 9.     | Blood              | 3:42  |
| 10.    | Spirit             | 2:52  |

## Sestava
- Chuck Mosley – zpěv
- Jim Martin – kytara, doprovodný zpěv
- Billy Gould – baskytara, doprovodný zpěv
- Roddy Bottum – klávesy, doprovodný zpěv
- Mike Bordin – bicí, doprovodný zpěv